# Евфимий II
Архиепи́скоп Евфи́мий II (в миру Иоанн; начало 80-х годов XIV века (?) — 10(12) марта 1458) — епископ Русской церкви, архиепископ Новгородский.
Канонизирован на втором Макарьевском соборе в 1549 году в лике святителей, память совершается 11 (24) марта.

## Биография
Родился в Новгороде в семье священника Михея и его жены Анны, которые долгое время не имели детей и пообещали посвятить своего ребёнка Богу.

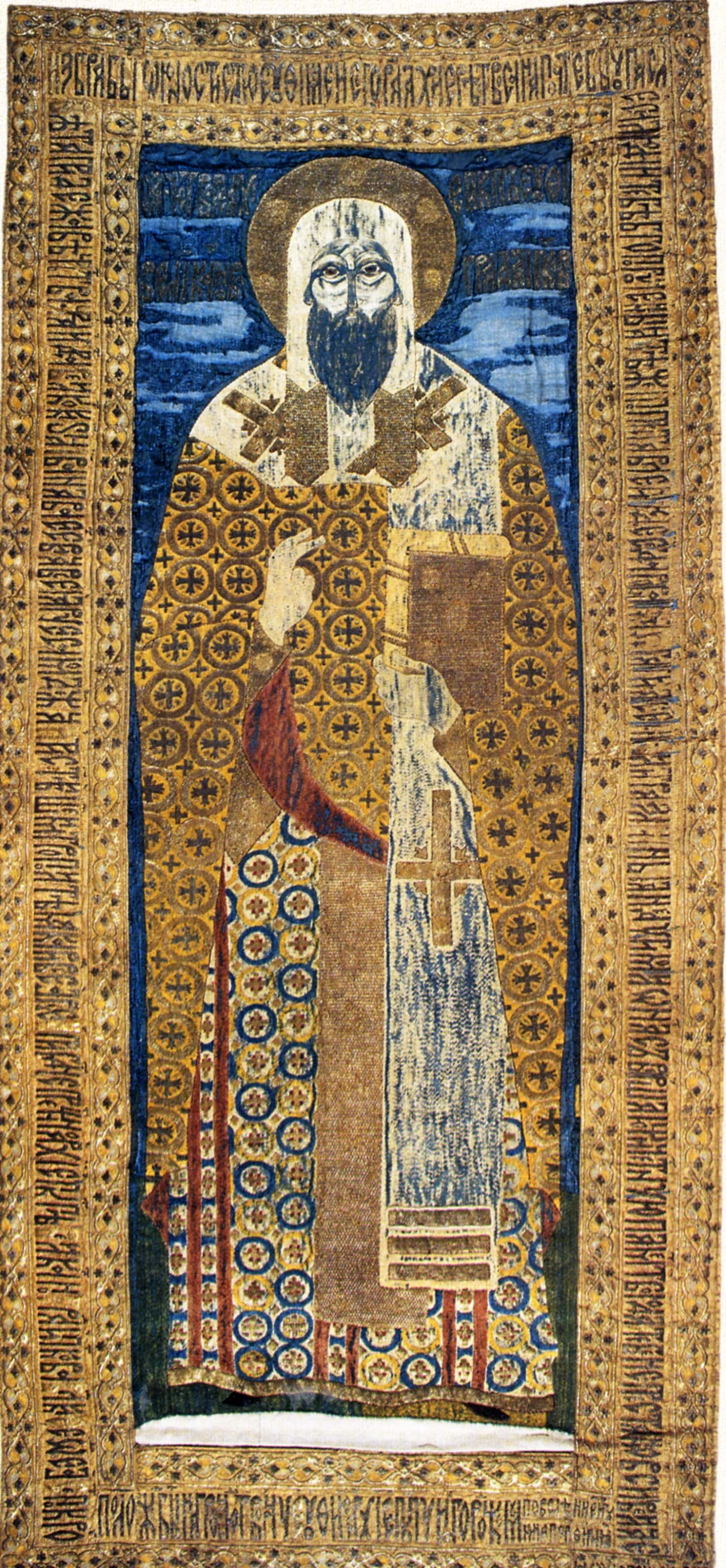
Архиепископ новгородский Евфимий II, пелена, 1549 г.

В 15 лет он принял монашеский постриг с именем Евфимий в Николо-Вяжищском монастыре. Добродетельной монашеской жизнью Евфимий стал известен архиепископу Новгородскому Симеону, который назначил его своим экономом. После смерти Симеона Евфимий перешёл в Хутынский монастырь, а позднее был избран игуменом Богородицкого монастыря на Лисичьей горе близ Новгорода.
В конце 1429 года был избран в архиепископы Новгородские, состоялось наречение Евфимия, но четыре года из-за отсутствия на Руси митрополита Киевского не был рукоположён. 4 мая 1434 года в Смоленске митрополит Герасим хиротонисал его во архиепископа Новгородского. За время своего архиерейства Евфимий много усилий приложил к строительству и восстановлению храмов, особенно после крупных пожаров 1431 и 1442 годов. Им был богато украшен Новгородский Софийский собор. Евфимий заботился и о переписке церковных книг.
Евфимий в 1456 году вместе с посадником Фёдором Патрикеевичем участвовал в примирении Новгорода и Пскова с князем Иваном Васильевичем.

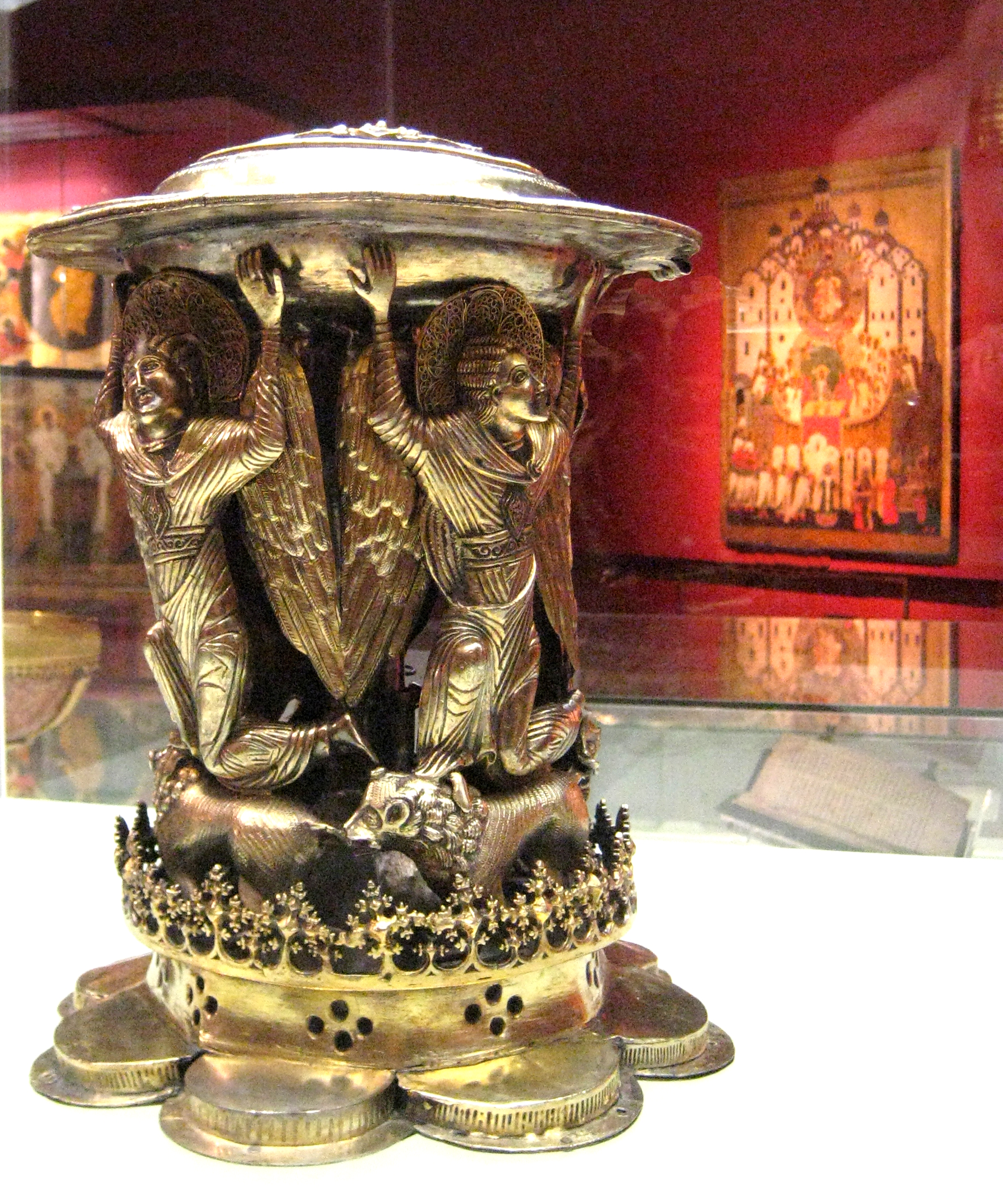
Панагиар, заказанный владыкой

Когда Дмитрий Шемяка сбежал в Новгород и проживал в городе (1452—1453), митрополит Иона писал Евфимию: «Напоминаем тебе, сын мой, что ты стал было поступать слишком просто: того, кто отлучен был нашим смирением за преступления, вы принимали у себя, того удостоивали своего благословения. И ты, сын мой, принеси покаяние в том пред Богом». Евфимий получил от Ионы прощение, но был уже при смерти. Он скончался 11 марта 1458 года, а посланник митрополита с разрешительной грамотой прибыл на 16 дней позже. Грамоту прочитали над гробом святителя и вложили её ему в руку. Погребён Евфимий был в Вяжищском монастыре, его житие было составлено Пахомием Логофетом по указанию архиепископа Новгородского Ионы. Местное почитание Евфимия известно с конца XV века (в 1500 году в Вяжищском монастыре уже существовала церковь, освящённая в его честь). Для общецерковного почитания Евфимий был канонизирован в 1549 году при митрополите Макарии.
Небольшой серебряный ковшик, первоначально принадлежавший архиепископу Евфимию, а затем — сыну Ивана Грозного царевичу Ивану, хранится в настоящий момент в экспозиции Оружейной палаты (зал 1, витрина 2).